# 羽石操
羽石 操（はねいし みさお、1943年 - ）は、日本の工学者。埼玉大学名誉教授。
専門分野は電子工学、電波情報学、通信・回路システム。アンテナ工学、特に、超薄型平面アンテナのマイクロ波・ミリ波領域における電磁界解析とその設計・評価を研究。

## 略歴
- 1967年　埼玉大学理工学部卒業
- 1969年　東京都立大学 (1949-2011)大学院工学研究科修士課程修了
- 1969年　埼玉大学工学部助手
- 1981年　工学博士（東京工業大学1981年）
- 1982年　埼玉大学工学部助教授
- 1990年　埼玉大学工学部教授

## 受賞
- 1977年 電子通信学会学術奨励賞

## 著書
- 『小型・平面アンテナ』（羽石操・平沢一紘・鈴木康夫・共著）, 電子情報通信学会 , 1996年

## 論文
- 「スタブ付き無給電素子をスタック構造とした円形マイクロストリップアンテナを素子とする直線偏波ラジアルラインアレーアンテナの放射特性」、電子情報通信学会論文誌. B, 通信 J95-B(9), 1177-1180, 2012年
- 「可変リアクタンス素子を用いた周波数可変円偏波平面アンテナの放射特性」、電子情報通信学会論文誌. B, 通信 J95-B(9), 1036-1043, 2012年
- 「PINダイオードを用いた偏波切替マルチバンド平面アンテナの設計法」、電子情報通信学会技術研究報告. A・P, アンテナ・伝播 111(128), 115-119, 2011年
- 「導波管により給電された可変リアクタンス素子装荷平面アンテナの実験的検討」、電子情報通信学会総合大会講演論文集 2011年 通信(1), 155, 2011年
- 「二層構造の放射素子を用いた直線偏波ラジアルラインMSAアレーアンテナの設計法」、電子情報通信学会技術研究報告. A・P, アンテナ・伝播 110(347), 19-23, 2010年
- 「可変リアクタンス素子を用いたマイクロストリップアンテナの偏波制御と円偏波の周波数制御」、電子情報通信学会論文誌. B, 通信 J93-B(9), 1177-1183, 2010年
- 「PINダイオードを用いた偏波切替マルチバンド平面アンテナの偏波特性に関する検討」、電子情報通信学会ソサイエティ大会講演論文集 2010年 通信(1), 173, 2010年
- 「直線偏波ラジアルラインMSAアレーの設計法に関する一検討」、電子情報通信学会ソサイエティ大会講演論文集 2010年 通信(1), 71, 2010年
- 「PINダイオードを用いた偏波切り替えリング形平面アンテナの偏波特性に関する検討」、電子情報通信学会総合大会講演論文集 2010年 通信(1), 198, 2010年
- 「導波管により給電されたスタブ付き平面アンテナとそのアレーに関する基礎検討」、電子情報通信学会総合大会講演論文集 2010年 通信(1), 139, 2010年
- 「スタック構造としたリアクタンス素子装荷円偏波MSAの周波数制御幅に関する検討」、電子情報通信学会総合大会講演論文集 2010年 通信(1), 102, 2010年
- 「コプレーナ線路により給電される多リング形円偏波MSA(MR-MSA)に関する検討」、電子情報通信学会総合大会講演論文集 2010年 通信(1), 84, 2010年
- 「一層の誘電体基板上に構成される多リング形マルチバンド平面アンテナの円偏波化」、電子情報通信学会技術研究報告. A・P, アンテナ・伝播 109(454), 49-54, 2010年
- 「可変リアクタンス素子を用いた周波数可変円偏波平面アンテナ」、電子情報通信学会技術研究報告. A・P, アンテナ・伝播 109(454), 37-42, 2010年
- 「リッジ導波管を用いた狭壁スロットアレーの構成法」、電子情報通信学会技術研究報告. A・P, アンテナ・伝播 109(339), 7-11, 2009年
- 「リッジ導波管を用いた狭壁スロットアレーの設計法に関する検討」、電子情報通信学会ソサイエティ大会講演論文集 2009年 通信(1), 146, 2009年
- 「PINダイオードを用いた偏波切り替えリング形平面アンテナの一検討」、電子情報通信学会ソサイエティ大会講演論文集 2009年 通信(1), 98, 2009年
- 「スタック構造としたリアクタンス素子装荷円偏波用周波数制御MSAに関する検討」、電子情報通信学会ソサイエティ大会講演論文集 2009年 通信(1), 96, 2009年
- 「導波管により給電されたスタブ付き平面アンテナの基礎検討」、電子情報通信学会ソサイエティ大会講演論文集 2009年 通信(1), 95, 2009年
- 「コプレーナ線路により給電される多リング形MSA(MR-MSA)に関する検討」、電子情報通信学会ソサイエティ大会講演論文集 2009年 通信(1), 92, 2009年
- 「開口部における高次モードを考慮した格子状金属板装荷逆相給電一層構造導波管スロットアレーの設計」、電子情報通信学会技術研究報告. A・P, アンテナ・伝播 109(77), 7-11, 2009年
- 「リッジ導波管を用いた狭壁スロットアレー」、電子情報通信学会総合大会講演論文集 2009年 通信(1), 76, 2009年
- 「幅の広い壁構造の励振素子を用いて構成された逆相給電一層構造導波管スロットアレー」、電子情報通信学会総合大会講演論文集 2009年 通信(1), 81, 2009年
- 「異なる偏波方向の直線偏波を発生させるマルチバンド平面アンテナ」、電子情報通信学会総合大会講演論文集 2009年 通信(1), 155, 2009年
- 「可変リアクタンス素子装荷偏波切替用MR-MSA」、電子情報通信学会総合大会講演論文集 2009年 通信(1), 154, 2009年
- 「マルチバンド平面アンテナの高次モードの周波数制御に関する検討」、電子情報通信学会総合大会講演論文集 2009年 通信(1), 153, 2009年
- 「リアクタンス素子装荷円偏波用周波数制御MSA に関する検討」、電子情報通信学会総合大会講演論文集 2009年 通信(1), 152, 2009年
- 「一層構造多リング形円偏波MSA に関する検討」、電子情報通信学会総合大会講演論文集 2009年 通信(1), 150, 2009年
- 「多周波共用送受信装置の開発」、映像情報メディア学会技術報告 32(42), 45-48, 2008年
- 「可変リアクタンス素子装荷偏波切替MR-MSAに関する検討」、電子情報通信学会ソサイエティ大会講演論文集 2008年 通信(1), 90, 2008年
- 「直線偏波ラジアルラインMSAアレーに関する一検討」、電子情報通信学会ソサイエティ大会講演論文集 2008年 通信(1), 96, 2008年
- 「壁構造の励振素子と反射抑圧素子を用いて構成された逆相給電一層構造導波管スロットアレーの試作特性」、電子情報通信学会ソサイエティ大会講演論文集 2008年 通信(1), 158, 2008年
- 「格子状金属板を装荷した逆相給電一層構造導波管スロットアレーの開口部における高次モードを考慮した解析」、電子情報通信学会ソサイエティ大会講演論文集 2008年 通信(1), 159, 2008年
- 「リアクタンス素子装荷円偏波用周波数制御MSAに関する検討」、電子情報通信学会ソサイエティ大会講演論文集 2008年 通信(1), 97, 2008年
- 「テーパ状の開口を有する逆相給電一層構造導波管スロットアレーの基礎検討」、電子情報通信学会ソサイエティ大会講演論文集 2008年 通信(1), 156, 2008年
- 「マルチバンド平面アンテナに関する検討」、電子情報通信学会技術研究報告. A・P, アンテナ・伝播 108(30), 69-74, 2008年
- 「壁構造の励振素子と反射抑圧素子を用いて構成された逆相給電一層構造導波管スロットアレーの周期構造を用いたスロット設計」、電子情報通信学会総合大会講演論文集 2008年 通信(1), 174, 2008年
- 「コプレーナ線路給電スロットループMSAに関する一検討」、電子情報通信学会ソサイエティ大会講演論文集 2007年 通信(1), 135, 2007年
- 「格子状金属板を装荷した逆相給電一層構造導波管スロットアレーの開口部における高次モードの影響」、電子情報通信学会ソサイエティ大会講演論文集 2007年 通信(1), 134, 2007年
- 「壁構造の励振素子と反射抑圧素子を用いて構成された逆相給電一層構造導波管スロットアレーの検討」、電子情報通信学会ソサイエティ大会講演論文集 2007年 通信(1), 133, 2007年
- 「高次モード抑制用短絡ピン装荷多リング形MSAに関する検討」、電子情報通信学会ソサイエティ大会講演論文集 2007年 通信(1), 104, 2007年
- 「リアクタンス素子装荷円偏波用周波数制御MSAに関する検討」、電子情報通信学会ソサイエティ大会講演論文集 2007年 通信(1), 103, 2007年
- 「偏波切替型マルチバンド平面アンテナの特性」、電子情報通信学会ソサイエティ大会講演論文集 2007年 通信(1), 89, 2007年
- 「偏波共用ビーム成形平面アレーアンテナに関する検討」、電子情報通信学会ソサイエティ大会講演論文集 2007年 通信(1), 86, 2007年
- 「ラジアルラインマイクロストリップアレーアンテナの設計法に関する一検討」、電子情報通信学会ソサイエティ大会講演論文集 2007年 通信(1), 83, 2007年
- 「EBG装荷平面アンテナに関する検討」、電子情報通信学会ソサイエティ大会講演論文集 2007年 通信(1), 67, 2007年
- 「多周波共用送受信装置の開発」、電子情報通信学会ソサイエティ大会講演論文集 2007年 エレクトロニクス(1), 87, 2007年
- 「可変リアクタンス素子装荷2周波共用平面アンテナに関する一検討」、電子情報通信学会総合大会講演論文集 2007年 通信(1), 135, 2007年
- 「2周波ビーム成形用平面アンテナの構成法に関する検討」、電子情報通信学会総合大会講演論文集 2007年 通信(1), 108, 2007年
- 「格子状金属板を装荷した逆相給電一層構造導波管スロットアレーの実験的検討」、電子情報通信学会総合大会講演論文集 2007年 通信(1), 107, 2007年
- 「逆相給電一層構造導波管スロットアレーによるセクタービーム形成」、電子情報通信学会総合大会講演論文集 2007年 通信(1), 106, 2007年
- 「マルチバンド特性を示す円偏波平面アンテナの放射特性」、電子情報通信学会論文誌. C, エレクトロニクス J89-C(12), 1019-1031, 2006年
- 「2周波共用円偏波リング型MSAについての一検討」、電子情報通信学会ソサイエティ大会講演論文集 2006年 通信(1), 116, 2006年
- 「可変リアクタンス素子装荷偏波切替MSAに関する一検討」、電子情報通信学会ソサイエティ大会講演論文集 2006年 通信(1), 114, 2006年
- 「マルチバンド特性を有する一層構造スリット装荷ひし形MSAについての放射特性」、電子情報通信学会ソサイエティ大会講演論文集 2006年 通信(1), 111, 2006年
- 「テーパ状ラジアルラインマイクロストリップアレーアンテナに関する一検討」、電子情報通信学会ソサイエティ大会講演論文集 2006年 通信(1), 106, 2006年
- 「マイクロストリップアンテナを素子とするビーム成形アレーの一検討」、電子情報通信学会ソサイエティ大会講演論文集 2006年 通信(1), 105, 2006年
- 「壁構造により励振された逆相給電一層構造導波管スロットアレーの実験的検討」、電子情報通信学会ソサイエティ大会講演論文集 2006年 通信(1), 94, 2006年
- 「格子状金属板を装荷した逆相給電一層構造導波管スロットアレーの一様分布設計」、電子情報通信学会ソサイエティ大会講演論文集 2006年 通信(1), 93, 2006年
- 「平面形2周波共用EBG素子のバンドギャップ特性に関する一検討」、電子情報通信学会ソサイエティ大会講演論文集 2006年_通信(1), 57, 2006年
- 「スリット装荷マルチバンド平面アンテナの放射特性」、電子情報通信学会論文誌. B, 通信 J89-B(9), 1589-1602, 2006年
- 「平面アンテナの特色及びその応用技術と展望」、電子情報通信学会論文誌. C, エレクトロニクス J89-C(5), 198-209, 2006年
- 「偏波共用特性を有するマルチバンド多リング型MSAについての一検討」、電子情報通信学会総合大会講演論文集 2006年 通信(1), 181, 2006年
- 「マイクロストリップアンテナを素子とする円偏波ビーム成形アレー」、電子情報通信学会総合大会講演論文集 2006年 通信(1), 106, 2006年
- 「多周波円偏波特性を有する多リング型MSAについての一検討」、電子情報通信学会総合大会講演論文集 2006年 通信(1), 98, 2006年
- 「壁構造により励振された逆相給電一層構造導波管スロットアレーの周期構造を用いたスロット設計」、電子情報通信学会総合大会講演論文集 2006年 通信(1), 78, 2006年
- 「可変リアクタンス素子装荷MSAについての一考察」、電子情報通信学会総合大会講演論文集 2006年 通信(1), 64, 2006年
- 「ビーム成形用平面アレーアンテナに関する一検討」、電子情報通信学会総合大会講演論文集 2006年 通信(1), 53, 2006年
- 「トリプレート線路を用いるドッグボーンスロット励振MSAアレーの相互結合に関する一検討」、電子情報通信学会総合大会講演論文集 2006年 通信(1), 45, 2006年
- 「マルチバンド平面アンテナの研究」、埼玉大学地域共同研究センター紀要 7, 60-61, 2006年
- 「スリット装荷ひし形マイクロストリップアンテナの放射特性」（共著）電子情報通信学会論文誌、J88-C、pp.1063-1073、2005年
- 「変形フラクタル構造を有するマイクロストリップアンテナの放射特性」（共著）電子情報通信学会論文誌、J88-B、pp.1519-1531、2005年
- 「フラクタル構造を有するマイクロストリップアンテナの放射特性」（共著）電子情報通信学会論文誌、J87-C、pp.1104-1112、2004年
- 「マイクロストリップアンテナにより構成されるビーム可変平面アレーアンテナ」（共著）電子情報通信学会論文誌、J87-C、pp.100-111、2004年
- 「リングマイクロストリップアンテナを素子とするラジアルラインアレーアンテナ」、電子情報通信学会論文誌. B, 通信 J86-B(12), 2580-2584, 2003年
- 「フラクタル構造を有するマイクロストリップアンテナの放射特性」、電子情報通信学会技術研究報告. A・P, アンテナ・伝播 103(456), 1-6, 2003年
- 「ラジアルラインマイクロストリップアレーアンテナの構成法について」、電子情報通信学会ソサイエティ大会講演論文集 2003年 通信(1), 218, 2003年
- 「対せき形テーパスロットアンテナの構成法」、電子情報通信学会ソサイエティ大会講演論文集 2003年 通信(1), 206, 2003年
- 「マイクロストリップ線路基板中に埋め込まれたEBG構造に関する検討」、電子情報通信学会ソサイエティ大会講演論文集 2003年 通信(1), 168, 2003年
- 「電磁結合型ビーム成形用マイクロストリップアレーアンテナ」、電子情報通信学会ソサイエティ大会講演論文集 2003年 通信(1), 165, 2003年
- 「変形シルピンスキー型マイクロストリップアンテナの放射特性に関する一検討」、電子情報通信学会ソサイエティ大会講演論文集 2003年 通信(1), 162, 2003年
- 「シルピンスキー形マイクロストリップアンテナの放射特性に関する一検討」、電子情報通信学会総合大会講演論文集 2003年 通信(1), 254, 2003年
- 「X字型配列マイクロストリップアレーアンテナによる2次元ビーム成形」、電子情報通信学会総合大会講演論文集 2003年 通信(1), 248, 2003年
- 「多周波共用平面アンテナに関する一検討」、電子情報通信学会総合大会講演論文集 2003年 通信(1), 234, 2003年
- 「スタック化短絡面制御型マイクロストリップアンテナに関する一検討」、電子情報通信学会総合大会講演論文集 2003年 通信(1), 229, 2003年
- 「マイクロストリップ線路における EBG 特性に関する一検討」、電子情報通信学会総合大会講演論文集 2003年 通信(1), 209, 2003年
- 「スロットを直線状に配列した逆相給電一層構造導波管スロットアレーの検討」、電子情報通信学会総合大会講演論文集 2003年 通信(1), 88, 2003年
- 「対せき形テーパスロットアンテナの放射特性に関する一検討」、電子情報通信学会総合大会講演論文集 2003年 通信(1), 82, 2003年
- 「コニカルビーム成形用ラジアルラインマイクロストリップアレーアンテナの放射特性」、電子情報通信学会総合大会講演論文集 2003年 通信(1), 75, 2003年
- 「平面アンテナとその特性」、日立国際電気技報 (3), 1-9, 2003年
- 「小型平面アンテナの研究」、埼玉大学地域共同研究センター紀要 4, 59-60, 2003年
- 「ラジアルラインマイクロストリップアレーアンテナの角度制御自動化に関する研究」、埼玉大学地域共同研究センター紀要 4, 57-58, 2003年
- 「マルチビーム平面アンテナに関する一考察」、電子情報通信学会技術研究報告. A・P, アンテナ・伝播 102(390), 31-34, 2002年
- 「ドッグボーンスロットにより励振される偏波共用平面アンテナ」、電子情報通信学会論文誌. B, 通信 J85-B(6), 953-961, 2002年
- 「折曲げスロット装荷周波数共用マイクロストリップアンテナ」、電子情報通信学会論文誌. B, 通信 J85-B(2), 207-215, 2002年
- 「対せき形テーパスロットアンテナの放射特性」、電子情報通信学会技術研究報告. A・P, アンテナ・伝播 101(606), 77-82, 2002年
- 「電磁界シミュレータを用いた方形円偏波マイクロストリップアンテナの解析」、電子情報通信学会技術研究報告. A・P, アンテナ・伝播 101(606), 55-58, 2002年
- 「小型平面アンテナの研究」、埼玉大学地域共同研究センター紀要 3, 39-39, 2002年
- 「対せき形テーパスロットアンテナに関する一検討」、電子情報通信学会ソサイエティ大会講演論文集 2001年.通信ソサイエティ大会講演論文集(1), 162, 2001年
- 「ドックボーンスロットにより給電されるマイクロストリップアレーアンテナに関する一検討」、電子情報通信学会ソサイエティ大会講演論文集 2001年.通信ソサイエティ大会講演論文集(1), 138, 2001年
- 「広帯域V字給電型リングマイクロストリップアンテナに関する一検討」、電子情報通信学会ソサイエティ大会講演論文集 2001年.通信ソサイエティ大会講演論文集(1), 103, 2001年
- 「コプレーナ線路により励振される広帯域マイクロストリップアンテナ」、電子情報通信学会論文誌. B, 通信 J84-B(7), 1358-1364, 2001年
- 「地板付コプレーナ線路励振対せき形テーパスロットアンテナに関する一検討」、電子情報通信学会総合大会講演論文集 2001年.通信(1), 199, 2001年
- 「偏波共用リング型マイクロストリップアンテナ」、電子情報通信学会総合大会講演論文集 2001年.通信(1), 194, 2001年
- 「スロット装荷型周波数共用平面アンテナのスタック化に関する一検討」、電子情報通信学会総合大会講演論文集 2001年.通信(1), 191, 2001年
- 「折り曲げ型スロットを有する周波数共用マイクロストリップアンテナ」、電子情報通信学会総合大会講演論文集 2001年.通信(1), 190, 2001年
- 「片側短絡型マイクロストリップアンテナの周波数制御に関する一検討」、電子情報通信学会総合大会講演論文集 2001年.通信(1), 186, 2001年
- 「電磁結合型誘電体レゾネータアンテナに関する一考察」、電子情報通信学会総合大会講演論文集 2001年.通信(1), 181, 2001年
- 「偏波共用平面アンテナとその放射特性」、電子情報通信学会技術研究報告. A・P, アンテナ・伝播 100(340), 89-92, 2000年
- 「コプレーナ線路により励振される広帯域マイクロストリップアンテナの一構成法」、電子情報通信学会ソサイエティ大会講演論文集 2000年通信ソサイエティ大会講演論文集(1), 157, 2000年
- 「コニカルビームを有するラジアルラインマイクロストリップアレーアンテナに関する一検討」、電子情報通信学会ソサイエティ大会講演論文集 2000年通信ソサイエティ大会講演論文集(1), 154, 2000年
- 「ドックボーンスロットにより給電される偏波共用平面アンテナ」、電子情報通信学会ソサイエティ大会講演論文集 2000年通信ソサイエティ大会講演論文集(1), 143, 2000年
- 「トリプレート線路を給電線路に用いた直交給電型テーパスロットアンテナの放射特性」、電子情報通信学会ソサイエティ大会講演論文集 2000年通信ソサイエティ大会講演論文集(1), 54, 2000年
- 「コプレーナ電磁結合型テーパスロットアンテナの放射特性に関する一考察」、電子情報通信学会ソサイエティ大会講演論文集 2000年通信ソサイエティ大会講演論文集(1), 53, 2000年
- 「偏波共用平面アンテナの一構成法」、電子情報通信学会総合大会講演論文集 2000年.通信(1), 154, 2000年
- 「直線偏波用V字給電型リングMSAの放射特性」、電子情報通信学会総合大会講演論文集 2000年.通信(1), 153, 2000年
- 「スリット装荷スタック化短絡型マイクロストリップアンテナの放射特性」、電子情報通信学会総合大会講演論文集 2000年.通信(1), 148, 2000年
- 「マイクロストリップアレーアンテナのビーム成形に関する一考察」、電子情報通信学会総合大会講演論文集 2000年.通信(1), 140, 2000年
- 「直交給電型テーパスロットアンテナに関する一検討」、電子情報通信学会総合大会講演論文集 2000年.通信(1), 121, 2000年
- 「地板付コプレーナ線路励振テーパスロットアンテナに関する一検討」、電子情報通信学会総合大会講演論文集 2000年.通信(1), 120, 2000年
- 「偏波共用平面アンテナの研究」、埼玉大学地域共同研究センター紀要 1, 23-24, 2000年
- 「周波数共用マイクロストリップアンテナに関する一検討」、電子情報通信学会ソサイエティ大会講演論文集 1999年.通信ソサイエティ大会(講演論文集1), 119, 1999年
- 「コプレーナ線路により給電される広帯域マイクロストリップアンテナ」、電子情報通信学会ソサイエティ大会講演論文集 1999年.通信ソサイエティ大会(講演論文集1), 117, 1999年
- 「直線偏波用ラジアルラインマイクロストリップアレーアンテナの放射特性」、電子情報通信学会ソサイエティ大会講演論文集 1999年.通信ソサイエティ大会(講演論文集1), 113, 1999年
- 「スタック化スタブ装荷型マイクロストリップアンテナの放射特性」、電子情報通信学会総合大会講演論文集 1999年.通信(1), 135, 1999年
- 「広帯域マイクロストリップアンテナの放射特性」、電子情報通信学会総合大会講演論文集 1999年.通信(1), 134, 1999年
- 「コニカルビーム成形用ラジアルラインマイクロストリップアレーアンテナの放射特性」、電子情報通信学会総合大会講演論文集 1999年.通信(1), 124, 1999年
- 「直交給電型テーパスロットアンテナの放射特性」、電子情報通信学会総合大会講演論文集 1999年.通信(1), 86, 1999年
- 「直線状テーパスロットアンテナの放射特性について」、電子情報通信学会総合大会講演論文集 1999年.通信(1), 85, 1999年
- 「マイクロストリップアンテナの広帯域化に関する検討」、電子情報通信学会技術研究報告. A・P, アンテナ・伝播 98(540), 21-24, 1999年
- 「スタック化片側短絡型マイクロストリップアンテナの放射特性」、電子情報通信学会技術研究報告. A・P, アンテナ・伝播 98(540), 17-20, 1999年
- 「直交給電型テーパスロットアンテナに関する一検討」、電子情報通信学会ソサイエティ大会講演論文集 1998年.通信(1), 79, 1998年
- 「テーパスロットアンテナを用いる偏波共用アンテナに関する一検討」、電子情報通信学会ソサイエティ大会講演論文集 1998年.通信(1), 78, 1998年
- 「直線状テーパスロットアンテナのインピーダンス特性に関する一検討」、電子情報通信学会ソサイエティ大会講演論文集 1998年.通信(1), 77, 1998年
- 「無給電素子装荷コプレーナ線路励振スロットループアンテナの放射特性」、電子情報通信学会ソサイエティ大会講演論文集 1998年.通信(1), 76, 1998年
- 「片側短絡型マイクロストリップアンテナのスタック化に関する一検討」、電子情報通信学会ソサイエティ大会講演論文集 1998年.通信(1), 52, 1998年
- 「広帯域マイクロストリップアンテナに関する一検討」、電子情報通信学会ソサイエティ大会講演論文集 1998年.通信(1), 43, 1998年
- 「コプレーナ線路励振テーパスロットアンテナに関する一検討」、電子情報通信学会総合大会講演論文集 1998年.通信(1), 170, 1998年
- 「直線状テーパスロットアンテナの放射特性に関する一検討」、電子情報通信学会総合大会講演論文集 1998年.通信(1), 168, 1998年
- 「コプレーナ線路励振マイクロストリップアンテナの放射特性」、電子情報通信学会総合大会講演論文集 1998年.通信(1), 158, 1998年
- 「円偏波誘電体レゾネータアンテナとそのアレーアンテナ」、電子情報通信学会総合大会講演論文集 1998年.通信(1), 152, 1998年
- 「マイクロストリップアンテナの小形化に関する一検討」、電子情報通信学会総合大会講演論文集 1998年.通信(1), 81, 1998年
- 「誘電体レゾネータアンテナを素子とするアレーアンテナ」、電子情報通信学会技術研究報告. A・P, アンテナ・伝播 97(491), 19-24, 1998年
- 「ノッチ装荷片側短絡型マイクロストリップアンテナに関する一検討」、電子情報通信学会総合大会講演論文集 1997年.通信(1), 115, 1997年
- 「77GHz帯トリプレート給電型パッチアンテナの放射特性」、電子情報通信学会総合大会講演論文集 1997年.通信(1), 110, 1997年
- 「送受共用トリプレート給電型平面アンテナの放射特性」、電子情報通信学会総合大会講演論文集 1997年.通信(1), 109, 1997年
- 「ドッグボーンスロットにより励振される偏波共用平面アンテナの一構成法」、電子情報通信学会総合大会講演論文集 1997年.通信(1), 108, 1997年
- 「スリット装荷コプレーナ線路励振マイクロストリップアンテナの放射特性」、電子情報通信学会総合大会講演論文集 1997年.通信(1), 107, 1997年
- 「直線偏波用ラジアルラインマイクロストリップアレーアンテナに関する一検討」、電子情報通信学会総合大会講演論文集 1997年.通信(1), 106, 1997年
- 「ラジアルラインマイクロストリップアレーアンテナに関する一検討」、電子情報通信学会ソサイエティ大会講演論文集 1996年.通信(1), 113, 1996年
- 「トリプレート型テーパスロットアンテナを素子とする偏波共用アレーアンテナに関する一検討」、電子情報通信学会ソサイエティ大会講演論文集 1996年.通信(1), 106, 1996年
- 「ノッチ装荷マイクロストリップアンテナに関する一検討」、電子情報通信学会ソサイエティ大会講演論文集 1996年.通信(1), 60, 1996年
- 「多周波数共用マイクロストリップアンテナに関する一検討」、電子情報通信学会ソサイエティ大会講演論文集 1996年.通信(1), 58, 1996年
- 「偏波共用平面アンテナの一構成法」、電子情報通信学会ソサイエティ大会講演論文集 1996年.通信(1), 57, 1996年
- 「コプレーナ線路により給電される円偏波マイクロストリップアンテナの放射特性」、電子情報通信学会ソサイエティ大会講演論文集 1996年.通信(1), 50, 1996年
- 「ビームチルト型ラジアルラインマイクロストリップアレーアンテナの放射特性に関する一検討」、電子情報通信学会総合大会講演論文集 1996年.通信(1), 116, 1996年
- 「リング形マイクロストリップアレーアンテナのアレー素子パターンに関する一検討」、電子情報通信学会総合大会講演論文集 1996年.通信(1), 62, 1996年
- 「トリプレート型テーパスロットアレーアンテナの放射特性に関する一検討」、電子情報通信学会総合大会講演論文集 1996年.通信(1), 59, 1996年
- 「コプレーナ線路励振直線状テーパスロットアンテナを用いる偏波共用アンテナ」、電子情報通信学会総合大会講演論文集 1996年.通信(1), 55, 1996年
- "Radiation properties of ring-shaped microstrip antenna array" , （共著）、電子情報通信学会論文誌、E78-C,pp.995-1001, 1995
- 「最新平面アンテナ技術」、監修、総合技術センター、pp.1-425、1993年
- 「コプレーナ線路により励振される広帯域マイクロストリップアンテナ」（共著）、電子情報通信学会論文誌、J84-B、pp.1358-1364、2001年
- "Analysis , design , and measurement of small and low-profile antennas" , （共同監修）、Artech House (U.S.A),pp.1-270, 1991
- 「小形・平面アンテナ」（共著）、電子情報通信学会、pp．1-293、1996年